# 察汗乌苏河 (都兰)

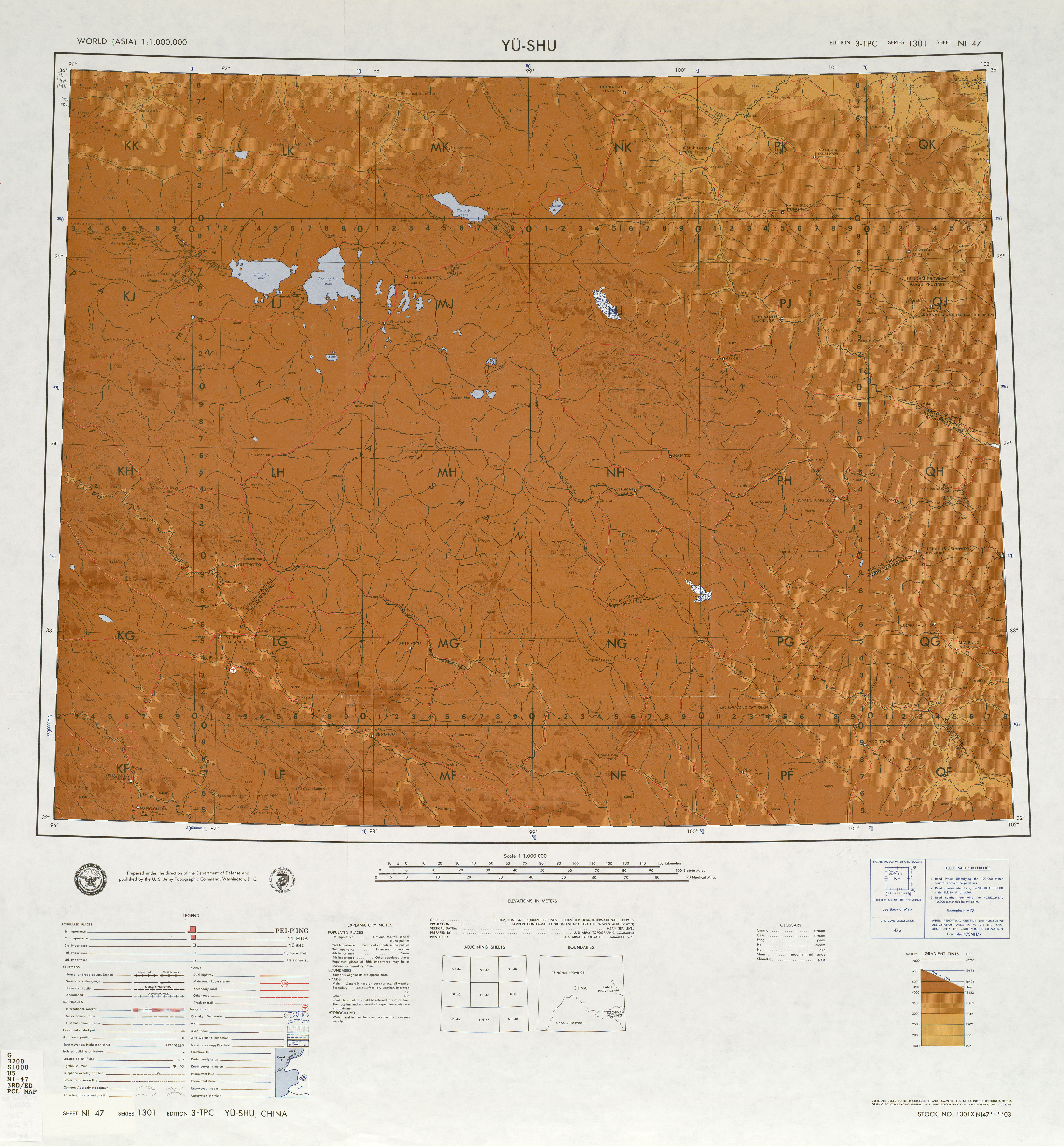
青海省东南部地形图，察汗乌苏河上游位于编号MK和NK区域内，标注为Cha Jan Ho（Ch'a han uu su Ho）

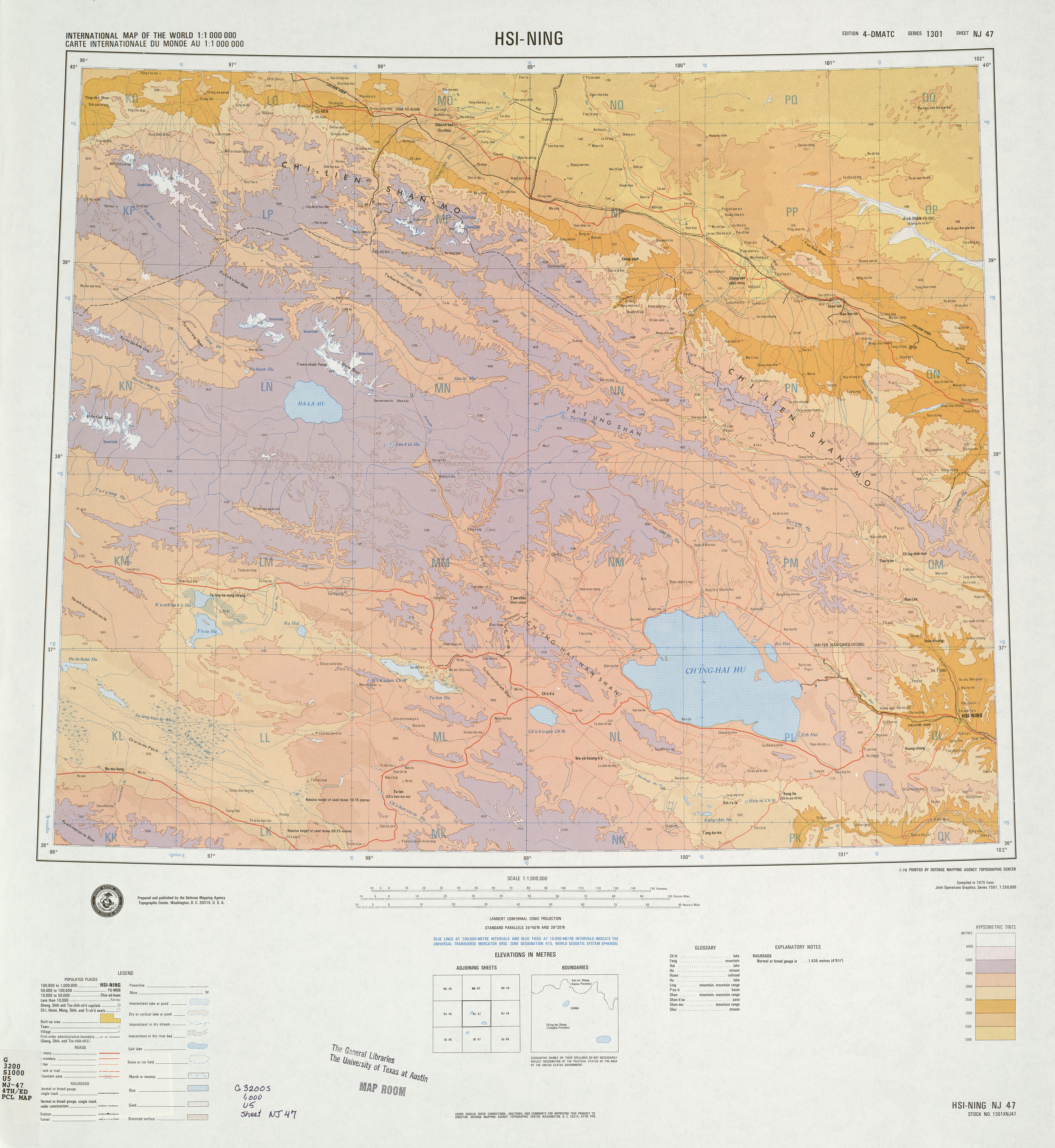
青海省北部地形图，察汗乌苏河下游位于编号LL和ML区域内，标注为Ch'a han uu su Ho

察汗乌苏河位于中华人民共和国青海省海西蒙古族藏族自治州都兰县东部的一条河流，是柴达木河右岸支流，河名蒙古语意为“白色的水流”，因河床砾石多为石灰岩而得名。发源于鄂拉山西段南坡，自源头向东南流约20千米后转南流，约10千米后转西北流，至县城察汗乌苏镇附近进入平坦滩地，河水分多股散流，约20千米后与右岸支流夏日哈河会合后水流潜渗于沙丘下。河水沿沙丘覆盖的原河床潜流40多千米复出形成下尔戈河（铁奎河），西流数千米于宗加镇铁奎村附近汇入柴达木河。汇合口附近为大片沼泽湿地。干流全长约240千米，流域面积6500平方千米，河道平均比降10.90‰，年均径流量1.38亿立方米。